# نزلة عبد الله (مركز ديروط)
قرية نزلة عبد الله هي إحدى القرى التابعة لمركز ديروط في محافظة أسيوط في جمهورية مصر العربية. حسب إحصاءات سنة 2006، بلغ إجمالي السكان في نزلة عبد الله 6633 نسمة، منهم 3354 رجل و3279 امرأة.